# Šentviška planota
Šentviška planota se vzpenja nad ozkima in vijugastima dolinama Idrijce in Bače na Tolminskem ob južnem vznožju Julijskih vrhov. Nad kraško uravnavo se dvigajo hribi, najvišji je Črvov vrh (974 m). Kraška planota je razčlenjena zlasti z vrtačami in vmesnimi kuclji, ravnicami. Po njej občasno tečejo potoki, ki se izlivajo v ponikve. 
V teh krajih je mnogo naravnih, kulturnih, etnoloških in drugih zanimivosti. Še zlasti je planota vabljiva za kolesarje. Le vzpon na 700 metrov nadmorske višine iz Slapa ob Idrijci, ali iz Klavž v Baški grapi, je s kolesom precej naporen. Po travnikih in gozdovih so speljane steze. Njen razgiban osrednji del je prepreden s številnimi asfaltiranimi in makadamskimi cestami.
Na planoti v dvanajstih naseljih živi okoli 800 domačinov (osrednji del planote je še konec 19. stoletja imel nad 2000 prebivalcev), med katerimi se mnogi ukvarjajo z živinorejo. Osrednja točka najstarejšega in tudi glavnega naselja Šentviške Gore je baročna cerkev sv. Vida, sedež že leta 1192 šentviškogorske prafare. Njeno notranjost krasijo oltarji iz 18. stoletja in freske slikarja Toneta Kralja. 
Gozdovi so pomembna prvina ekosistema, prodaja lesa daje največji delež v dohodku prebivalstva. Med naravno dediščino sta Kendova jama in soteska Kostanjevec.
Druga naselja na planoti so še Pečine, Ponikve, Prapetno Brdo, Zakraj, Daber, Gorski Vrh, Bukovski Vrh in Bukovo na osrednjem delu planote ter Police, Roče in Logaršče na obrobju, ki so sicer naravnogeografsko del planote, medtem ko so družbenogeografsko vezane na druge kraje v dolini.  
Krajevna skupnost Šentviška Gora obsega še naselja Bukovski Vrh, Daber, Gorski Vrh, Polje, Prapetno Brdo in Zakraj.  